# Sally Stewart
Sally Stewart (* 8. Oktober 1911 in Carlisle, Cumbria, England; † 2002 in Ealing, London, England) war eine britische Schauspielerin. Bekannt wurde sie in den 1930er Jahren durch mehrere Kinofilme, unter anderem durch ihre Rolle in dem Alfred-Hitchcock-Klassiker Eine Dame verschwindet.

## Leben und Karriere
In England trat Sally Stewart nur in wenigen Filmen als Schauspielerin in Erscheinung, unter anderem 1932 unter der Regie von Frank Richardson in der Filmkomödie Don’t Be a Dummy in der Rolle der Florrie an der Seite von Schauspielerkollegen wie William Austin, Muriel Angelus oder Garry Marsh, 1935 in Monty Banks Komödie Falling in Love oder 1937 in John Paddy Carstairs Produktion Holiday’s End. 1938 besetzte sie der Regisseur Alfred Hitchcock in seiner erfolgreichen Kriminalkomödie Eine Dame verschwindet in der Rolle der Julie. In den Hauptrollen spielten Margaret Lockwood und Michael Redgrave. 1939 beendete Sally Stewart ihre kurze Filmkarriere mit einer Rolle in Norman Lees Kriminaldrama Wanted by Scotland Yard.
Im Theaterstück Dick Whittington spielte sie zu Beginn der 1940er Jahre im Ensemble um Joan Brett, Phil Ray, Robert Ginns, Walter Niblo und Dicky Hassett am Alexandra Theatre Birmingham.

## Filmografie
- 1932: Don’t Be a Dummy
- 1935: Falling in Love
- 1937: Holiday’s End
- 1938: Eine Dame verschwindet (The Lady Vanishes)
- 1938: His Lordship Regrets
- 1939: Wanted by Scotland Yard